# Judgment Day (2007)
Judgment Day 2007 – gala zapasów zawodowych federacji WWE, która odbyła się 20 maja 2007 w hali Scottrade Center w mieście St. Louis w stanie Missouri.

## Wyniki zawodów
| #    | Rezultaty                                                                  | Rodzaj meczu                                                  | Czas  | Zwycięzca meczu          |
| ---- | -------------------------------------------------------------------------- | ------------------------------------------------------------- | ----- | ------------------------ |
| Dark | Kane vs. William Regal (z Dave Taylor)                                     | Singles match                                                 | n/a   | Kane                     |
| 1    | Carlito vs. Ric Flair                                                      | Singles Match                                                 | 15:35 | Ric Flair                |
| 2    | Bobby Lashley vs. Team McMahon (Vince McMahon (c), Shane McMahon, i Umaga) | Handicap Match                                                | 01:14 | Bobby Lashley            |
| 3    | CM Punk vs. Elijah Burke                                                   | Singles match                                                 | 16:51 | CM Punk                  |
| 4    | Randy Orton vs. Shawn Michaels                                             | Singles Match                                                 | 04:31 | Randy Orton              |
| 5    | The Hardyz (Matt i Jeff) (c) vs. Lance Cade i Trevor Murdoch               | Tag Team Match + World Tag Team Championship                  | 15:03 | The Hardyz (Matt i Jeff) |
| 6    | Edge (c) vs. Batista                                                       | Singles Match + World Heavyweight Championship                | 10:38 | Edge                     |
| 7    | Montel Vontavious Porter vs. Chris Benoit (c)                              | Two Out of Three Falls Match + WWE United States Championship | 14:10 | Montel Vontavious Porter |
| 8    | John Cena (c) vs. The Great Khali                                          | Singles Match WWE Championship                                | 08:15 | John Cena                |